# Общински музей Левентис (Никозия)
Общинският музей Левентис (на гръцки: Λεβέντειου Δημοτικού Μουσείου Λευκωσίας; на английски: Leventis Municipal Museum) в Никозия е единственият исторически музей, посветен на развитието на града и представя социалното и историческото му израстване от халколитната епоха до наши дни. Той е дом на богата колекция от кипърски произведения на изкуството и включва археологически артефакти, костюми, бродирани дантели, тъка̀ни изделия, средновековна керамика, карти, гравюри, снимки, ювелирни изделия, мебели и други. Намира се на улица „Хипократес“ № 15 и 17, в чертите на стария град, в рамките на Венецианските стени и близо до площад „Елефтерия“.

## История на сградата
През 1882 година богатият кипърски търговец Йоанис Евангелидис построява три големи двуетажни сгради, по една за всяка от дъщерите си Марица, Еленица и Клеопатра. Еленица се омъжва за атинския лекар д-р Николаос Дервис, който по-късно надстроява още един, трети етаж, като зестра на дъщеря си Йоана. Това е и първата сграда на музея.
През 1917 година синът на семейството Темистокъл се завръща от чужбина, където получава медицинско образование и организира в сградата лечебна клиника. Силният му интерес към политиката му донася кметския пост, който той заема в продължение на 28 години. Темистокъл Евангелидес е и основателят на Кипърската национална партия, офисите на която се помещават в същата сграда.
След като през 1968 година лекарят умира, сградата е изоставена и постепенно започва да се руши. През 1983 година състоянието ѝ вече е такова, че е обявена за разрушаване като опасна за гражданите. Именно тогава кметът на града Лелос Деметриадес изказва идеята тя да бъде възстановена и в нея да се организира музей на историята на Никозия.
Реконструкцията на сграда за нуждите на един музей е трудна задача, която е успешно разрешена от архитект Пефкиос Георгиадес. Тя е изцяло възстановена от фондация „Левентис“ през 1984 година, когато е основан и самият музей. Откриването му става през 1989 с малка колекция само от 300 експоната, а градската управа му дава името на основателя на фондацията. Две години по-късно Комитетът на европейските музеи го удостоява с наградата „Европейски музей на годината“.
През 1999 музеят е затворен за цяла година, през която се прави нова реконструкция, пак със спонсорството на фондация „Левентис“. Отваря отново врати на 19 май 2000 година. Днес той е изцяло обновен и към него е пристроено ново крило. Постоянните изложбени пространства са дом на експонати, които запознават посетителите с историята на Никозия. Тя започва още от времето, когато морето между планините Троодос и Пентадактилос се оттегля и се ражда плодородната равнина Месаория, където възниква градът.
През 2001 година, за нуждите на музея, фондацията закупува една малка сграда от 18 век, построена в традиционния за Кипър стил, намираща се на ул. „Солон“ 18. Реконструкцията ѝ трае до 2006 година, когато в нея са преместени служителите на Образователната програма към музея. В края на годината, отново за музея, фондацията купува и съседната неокласическа сграда на ул. „Хипократес“ № 15, която е била собственост на друга от дъщерите на Евангелидис, омъжена за първия кмет на Никозия Христодулос Северис. Сградата е прехвърлена като собственост на фондацията едва през 2007 година, тъй като в нея са се помещавали офиси на Градския съвет. Новата експозиция в нея отваря врати 7 години по-късно.

## Галерии
Постоянната изложба включва галерии с експонати, датиращи от времето на древния град Никозия (3900 пр.н.е-325), византийския и средновековния му период (325 – 1489), уникална колекция от гледжосани съдове от 13-16 век и предмети, представящи града, когато е бил столица на средновековното Кралство Кипър. Застъпени са още франкският период (1191 – 1489), венецианският период (1489 – 1570), съдържащ средновековни и съвременни карти на Никозия, османският период (1570 – 1878) и времето на британската окупация (1878 – 1960). Специална награда получава и галерията за най-новата история от 1960 година до днес.
Благодарение на над 300 дарители, сега музеят притежава повече от 10 000 експоната, събрани в няколко специализирани колекции. Една от най-интересните е тази, съдържаща стари карти на Никозия.
Представена е богата експозиция от фотографии, носеща информация за живота в града, неговите улици, сгради, магазини, хора, фамилии и случки от края на 19 век до наши дни.

## Галерия Лето и Костакис Северис
Демостен Северис, син на първия кмет на Никозия, започва да колекционира антики, главно от района на Китрея, където по-късно се установява. Хобито му е продължено от неговия син Костакис, който се жени за Лето Лимбуриду, завършила история и археология. Двамата заедно увеличават значително сбирката на бащата, добавят нови антики и поставят основите на колекцията, която по-късно е изложена в музея. Тя съдържа експонати от 4000 г. пр.н.е. до Елинистичния период.
В най-големия си размер колекцията на Северис е съдържала около 2000 екземпляра. Фокусирана е върху историята на кипърското изкуство и набляга главно на образователния потенциал на артефактите. Съпрузите организират частен музей в своя дом на ул. „Стасину“, където излагат всичко намерено и закупено. Той се посещава от учени от цял свят, проявяващи интерес към кипърската история и култура.
След турската инвазия през 1974 година Лето се отказва от събирането на антики. Обяснява загубата си на интерес казвайки, че страната е като една чиста, красива, антична кипърска ваза с цветни орнаменти, която е счупена безвъзвратно и завинаги. По-късно голяма част от колекцията е открадната от дома на семейството в Кирения.
Между 2000 и 2006 година колекцията пътува и е изложена в различни градове на Европа и САЩ.

## Зала на картите
Тук е събрана колекция от карти главно на Никозия, изработени между 16 и 18 век. По-голямата част наблягат на Венецианските стени и на турската обсада на града през 1570 година. Този тип карти са широко разпространени във Венецианската република и могат да бъдат намерени изолирано в някои книги на пътешественици или специализирани трудове по фортификация, както и в книги, посветени на военните конфликти и битки през този период. Колекцията съдържа редки и ценни карти на Кипър и такива на Близкия изток, които са свързани с острова и Никозия.
Първата голяма колекция започва с 11 карти, дарени на музея от Лелос Деметриадис, негов основател и кмет на Никозия. Сбирката постепенно се увеличава главно с помощта на частни дарители и фондации като „Левентис“ и „Асоциацията на приятелите на музея“.

## Бижутерия
Бижутерската колекция е представена главно от гердани, колиета, обеци, брошки, гривни, пръстени и разпятия, болшинството от които са изработени от злато с ниска проба, или само позлатени.
През османския период Никозия става център на златарството. Техниките, използвани за изработката на бижута включват елементи от по-ранни периоди, главно византийския и пост-византийския. Забелязва се още и влиянието на гръцката и близкоизточната култура. Техниката, стилът, темите и употребата на материали са повлияни от търговските сделки на златарите, които в празнични дни обикалят кипърските села.
Занаятчиите използват една и съща техника за направата на църковна утвар, домакински принадлежности и дамска и мъжка бижутерия. По-голямата част от бижутата са изработени от смес от злато и сребро, а направените от масивно злато са много редки и принадлежат на по-богатите семейства и членовете на средната класа.

## Съпътстващи функции
От 1989 година музеят предлага организирани образователни програми и екскурзии, както посветени на историята и културата на Никозия и Кипър, така и такива, отнасящи се до конкретните експонати и гостуващите изложби. Осигурява и пространство за организиране на временни изложби с експонати от други музеи и фондации от страната и чужбина. Организира и изложби, насочени към насърчаване на интереса и представяне на историята и социалното развитие на града.
Към музея е организирана малка библиотека, която предлага както исторически книги за Никозия и Кипър, така и редки и специализирани книги, отнасящи се до острова. Една нова зала в музея е предназначена за ученици и студенти от всички възрасти, които проявяват интерес към историята на града. Музеят разполага и с дигитален архив.
В магазина към музея се продават сувенири, а печалбите от тях са насочени към обогатяването на колекциите. Посещението на музея е безплатно, тъй като той работи на базата на доброволни дарения.
- Купа от червено полиран фаянс (2000 – 1900 г. пр.н.е.)
- Идол във вид на женска фигура
- Хладни оръжия (17 – 19 век)
- Градско облекло, характерно за Никозия
- „Илюстровани лондонски новини“ от 1878 със специални репортажи и гравюри за Кипър
- Църковна утвар
- Византийски монети от 11 – 12 век
- Сребърни венециански съдове от 16 век
- Градски печати на Никозия
- Сребърна тока от три части с позлатени елементи
- Леонс Машаира – „Кипърски хроники“, главен източник за кипърската история от 1190 до 1432
- Стъклени пулверизатори за розова вода
- Керамичен съд
- Кристиан Шулце – портрет на Катерина Корнаро, кралица на Кипър (гравюра)
- Средновековен меч на кръстоносец (около 1200 г.)
- Костюм на дама от Никозия, създаден по гравюра от 1721
- Сребърна кошничка от 1884 година, украсена с позлатен орел
- Черен телефон със златна декорация от 20 век
- Сребърна кутийка за бижута с позлатени елементи
- Стефано Лузиняно – „Проучване и кратка история на Кипър“ (1573)
- Масичка за чай с поднос и чаен комплект
- Кипърски народни носии
- Тава от 16 век, изобразяваща крилат кон или ангел с два щита и готически надпис
- Чиния, посветена на коронацията на Джордж VI и Елизабет на 12 май 1937